# Lapalissade
« Truisme » redirige ici. Pour l’article homophone, voir Truismes.
Cet article possède un paronyme, voir Palissade.
Une lapalissade (ou vérité de La Palice) consiste à affirmer une évidence immédiatement perceptible, ce qui déclenche en général le rire de l'interlocuteur, prêtant irrémédiablement à la déduction irréductible : « La Palice en aurait dit autant ! ». C'est un synonyme de truisme, tiré de l'anglais « true ». Elle peut également être utilisée en rhétorique politique pour faire passer de fausses idées, en profitant de l'impression de vérité et d'évidence qu'il dégage.
« Certains hommes sont grands, d'autres pas. » Affirmer que certains hommes sont grands suppose une différence entre ces individus et le reste de la population. Préciser d'autres pas est par conséquent inutile, puisque cela revient à dire la même chose.
Une tautologie correspond également à une proposition toujours vraie, mais sans que cela soit nécessairement perceptible d'emblée, de sorte que le terme n'a pas la connotation péjorative attachée à lapalissade. Une lapalissade énonce une évidence reconnue de tous, que le locuteur y ait recours à dessein (pour plaisanter) ou non.

## Histoire et étymologie
- Le fond est à vérifier. Si vous venez d’apposer le bandeau, merci d’indiquer ici les points à vérifier. (Marqué depuis février 2025)
- Elle fait référence à des sources qui ne semblent pas présenter la fiabilité et/ou l'indépendance requises. Vous pouvez aider, soit en recherchant des sources de meilleure qualité pour étayer les informations concernées, soit en attribuant clairement ces informations aux sources qui semblent insuffisantes, ce qui permet de mettre en garde le lecteur sur l'origine de l'information. (Marqué depuis février 2025)

Le mot ou terme de « lapalissade » fut attribué officiellement pour la première fois par les Frères Goncourt, définition que l'on associa irrévérencieusement et fort injustement au nom de Jacques II de Chabannes, seigneur de La Palice ou de « La Palisse », maréchal de France sous François Ier. Contrairement à ce que l'on pourrait croire, le maréchal de  Chabannes n'a jamais été l'auteur de la moindre lapalissade. Les soldats de La Palice, pour illustrer le courage et la vaillance dont fit preuve ce maréchal lors du siège de Pavie en 1525 où il trouva une mort glorieuse, écrivirent une chanson dédiée à sa mémoire, dans laquelle se trouvait la strophe  initiale suivante :
Hélas, La Palice est mort,

Il est mort devant Pavie ;

Hélas, s'il n'était pas mort,

Il ferait encore envie
De son vivant, le Maréchal de La Palice que ses contemporains surnommèrent le Chevalier sans Per (sans Peur) se battit avec une fougue incroyable, tentant de sauver la vie du roi François Ier, fait prisonnier par les Impériaux. Au nombre des plus fameux chevaliers, sa valeur militaire démontra que M. de La Palice avait combattu  témérairement jusqu'à l'envie, c'est-à-dire, qu'il fit autour de lui de nombreux Envieux.
Sa veuve, Marie de Melun, s'inspirant de cette chanson fit graver comme épitaphe sur son somptueux monument funéraire :
Ci-gît le Seigneur de La Palice

S'il n'était mort il ferait encore envie.
Il existait à l'époque deux graphies pour le « s » minuscule : le « s rond » (« s ») et le « s long » (« ſ »), ce dernier pouvant être confondu avec un « f ». Une erreur de lecture a fait lire « Hélas, s'il n'était pas mort, il ſerait [serait] encore en vie ». Aujourd'hui, on retrouve encore cette phrase déformée en « Un quart d'heure avant sa mort, il était encore en vie ».
Au XVIIIe siècle, Bernard de La Monnoye[réf. nécessaire] reprit alors l'ensemble de cette chanson sur ce modèle :
Il est mort le vendredi,

Passée la fleur de son âge,

S'il fût mort le samedi,

Il eût vécu davantage.
La graphie « lapalissade » provient du nom moderne de la ville de Lapalisse, dans le Bourbonnais, qui abrite le château historique de Jacques de La Palice. Le mot a été repris dans d'autres langues, avec le même sens et des graphies voisines : « lapalissade » en anglais, « verità lapalissiana » en italien, « lapalissada » en portugais, « ляпалиссиада » en russe, « lapalissåde » en wallon.

### Chanson de La Palice
Merci de procéder au transfert en conservant l'historique. 
Paroles de Bernard de La Monnoye[réf. nécessaire].
Les lapalissades figurent en italique dans le texte, presque toutes formées sur le dernier vers de chaque strophe :
| Messieurs, vous plaît-il d'ouïr L'air du fameux La Palice ? Il pourra vous réjouir Pourvu qu'il vous divertisse. La Palice eut peu de bien Pour soutenir sa naissance, Mais il ne manqua de rien Dès qu'il fut dans l'abondance. Bien instruit dès le berceau, Jamais, tant il fut honnête, Il ne mettait son chapeau, Qu'il ne se couvrît la tête. Il était affable et doux, De l'humeur de feu son père, Et n'entrait guère en courroux Si ce n'est dans la colère. Il buvait tous les matins, Un doigt, tiré de la tonne, Et mangeant chez ses voisins, Il s'y trouvait en personne. Il voulait aux bons repas Des mets exquis et fort tendres, Et faisait son Mardi Gras, Toujours la veille des Cendres. | Ses valets étaient soigneux De le servir d'andouillettes, Et n'oubliaient pas les œufs, Surtout dans les omelettes. De l'inventeur du raisin, Il révérait la mémoire ; Et pour bien goûter le vin Jugeait qu'il en fallait boire. Il disait que le nouveau Avait pour lui plus d'amorce ; Et moins il y mettait d'eau Plus il y trouvait de force. Il consultait rarement Hippocrate et sa doctrine, Et se purgeait seulement Lorsqu'il prenait médecine. Il aimait à prendre l'air Quand la saison était bonne ; Et n'attendait pas l'hiver Pour vendanger en automne. Il épousa, se dit-on, Une vertueuse dame ; S'il avait vécu garçon, Il n'aurait pas eu de femme. | Il en fut toujours chéri, Elle n'était point jalouse ; Sitôt qu'il fut son mari, Elle devint son épouse. D'un air galant et badin Il courtisait sa Caliste, Sans jamais être chagrin, Qu'au moment qu'il était triste. Il passa près de huit ans, Avec elle, fort à l'aise ; Il eut jusqu'à huit enfants : C'était la moitié de seize. On dit que, dans ses amours, Il fut caressé des belles, Qui le suivirent toujours, Tant qu'il marchât devant elles. Il brillait comme un soleil ; Sa chevelure était blonde : Il n'eût pas eu son pareil, S'il avait été seul au monde. Il eut des talents divers, Même on assure une chose : Quand il écrivait des vers, Qu'il n'écrivait pas en prose. |
| | | |
| Au piquet, par tout pays, Il jouait suivant sa pente, Et comptait quatre-vingt-dix, Lorsqu'il faisait un nonante. Il savait les autres jeux, Qu'on joue à l'académie, Et n'était pas malheureux, Tant qu'il gagnait la partie. En matière de rébus, Il n'avait pas son semblable : S'il eût fait des impromptus, Il en eût été capable. Il savait un triolet, Bien mieux que sa patenôtre : Quand il chantait un couplet, Il n'en chantait pas un autre. Il expliqua doctement La physique et la morale : Il soutint qu'une jument Est toujours une cavale. Par un discours sérieux, Il prouva que la berlue Et les autres maux des yeux Sont contraires à la vue.                                            | Chacun alors applaudit À sa science inouïe : Tout homme qui l'entendit N'avait pas perdu l'ouïe. Il prétendit, en un mois, Lire toute l'Écriture, Et l'aurait lue une fois, S'il en eût fait la lecture. Il fut à la vérité, Un danseur assez vulgaire ; Mais il n'eût pas mal chanté, S'il avait voulu se taire. Il eut la goutte à Paris, Longtemps cloué sur sa couche, En y poussant des hauts cris, Il ouvrait bien fort la bouche. Par son esprit et son air Il s'acquit le don de plaire ; Le Roi l'eût fait Duc et Pair, S'il avait voulu le faire. Mieux que tout autre il savait À la cour jouer son rôle : Et jamais lorsqu'il buvait Ne disait une parole.  | On s'étonne, sans raison, D'une chose très commune ; C'est qu'il vendit sa maison : Il fallait qu'il en eût une. Il choisissait prudemment De deux choses la meilleure ; Et répétait fréquemment Ce qu'il disait à toute heure. Lorsqu'en sa maison des champs Il vivait libre et tranquille, On aurait perdu son temps À le chercher à la ville. Un jour il fut assigné Devant son juge ordinaire ; S'il eût été condamné, Il eût perdu son affaire. Il voyageait volontiers, Courant par tout le royaume ; Quand il était à Poitiers, Il n'était pas à Vendôme. Il se plaisait en bateau ; Et soit en paix, soit en guerre, Il allait toujours par eau, À moins qu'il n'allât par terre.      |
| | | |
| On raconte, que jamais Il ne pouvait se résoudre À charger ses pistolets, Quand il n'avait pas de poudre. On ne le vit jamais las, Ni sujet à la paresse : Tant qu'il ne dormait pas, On tient qu'il veillait sans cesse. Un beau jour, s'étant fourré Dans un profond marécage, Il y serait demeuré, S'il n'eût pas trouvé passage. Il fuyait assez l'excès ; Mais dans les cas d'importance, Quand il se mettait en frais, Il se mettait en dépense. C'était un homme de cœur, Insatiable de gloire ; Lorsqu'il était le vainqueur, Il remportait la victoire. | Les places qu'il attaquait, À peine osaient se défendre ; Et jamais il ne manquait Celles qu'on lui voyait prendre. Dans un superbe tournoi, Prêt à fournir sa carrière, Il parut devant le Roi : Il n'était donc pas derrière. Monté sur un cheval noir, Les dames le reconnurent ; Et c'est là qu'il se fit voir À tous ceux qui l'aperçurent. Mais bien qu'il fût vigoureux, Bien qu'il fût le diable à quatre, Il ne renversa que ceux Qu'il eut l'adresse d'abattre. Un devin, pour deux testons, Lui dit, d'une voix hardie, Qu'il mourrait delà des monts S'il mourait en Lombardie.                                                                             | Il y mourut, ce héros, Personne aujourd'hui n'en doute ; Sitôt qu'il eut les yeux clos, Aussitôt il n'y vit goutte. Monsieur d'la Palice est mort, Il est mort devant Pavie, Un quart d'heure avant sa mort, Il était encore en vie. Il fut, par un triste sort, Blessé d'une main cruelle. On croit, puisqu'il en est mort, Que la plaie était mortelle. Regretté de ses soldats, Il mourut digne d'envie ; Et le jour de son trépas Fut le dernier de sa vie. Il mourut le vendredi, Le dernier jour de son âge ; S'il fût mort le samedi, Il eût vécu davantage. J'ai lu dans les vieux écrits Qui contiennent son histoire, Qu'il irait en Paradis, S'il n'était en Purgatoire.             |

## Exemples
(juin 2023).
Johnny Hallyday
« Tu te rends compte, si on n'avait pas perdu une heure et quart ? On serait là depuis une heure et quart ! »
— Johnny Hallyday, Rallye Dakar 2002.
La Classe américaine
« On l'a retrouvé assassiné un jour, il en est mort ! »
— Le personnage de Hugues dans le téléfilm La Classe américaine, de Michel Hazanavicius et Dominique Mézerette (1993).
Georges Brassens
« Tout le monde me montre au doigt

Sauf les manchots, ça va de soi »
— Georges Brassens, La mauvaise réputation (1952)